# Solentiname
Solentiname [solεnti'name] ist ein aus 36 Inseln bestehender Archipel am südlichen Ende des Nicaraguasees (auch bekannt als Lago Cocibolca) nahe der Grenze zu Costa Rica.

## Geographie und Bevölkerung
Der Archipel gehört zum Departamento Río San Juan. Dies ist einer von fünfzehn Verwaltungsbezirken (Departamentos) Nicaraguas. Die Region ist nach dem gleichnamigen Fluss benannt, der an der Bezirkshauptstadt San Carlos als Abfluss des Nicaraguasees seinen Ausgang nimmt und knapp 200 Kilometer weiter östlich bei San Juan del Norte (zu Zeiten der englischen Eroberer Greytown) in das Karibische Meer mündet.
Der Archipel besteht aus den vier großen Hauptinseln (von West nach Ost) Mancarroncito, Mancarrón, San Fernando und La Venada und 32 zerklüfteten kleineren Inseln in 10 bis 30 Kilometer westlich von der Stadt San Carlos verteilt. Der Archipel ist vulkanischen Ursprungs, die höchste Erhebung auf der Insel Mancarrón liegt 257 Meter über dem Meeresspiegel und somit 226 m über dem Wasserspiegel des Sees. Abgeschiedenheit und landschaftliche Schönheit haben viele Künstler angezogen. Maler und Bildhauer teilen sich die Inseln mit Bauern und Fischern. Insgesamt leben etwa 1000 Menschen auf den 38 km² des Archipels. Annehmlichkeiten wie fließendes Wasser und Elektrizität sind relativ selten.
Auf der größten Insel Mancarrón hat der Poet, Politiker und Priester Ernesto Cardenal in der zweiten Hälfte der 1960er Jahre eine klosterähnliche christliche Genossenschaft gegründet. Durch sein Buch „Das Evangelium der Bauern von Solentiname“ ist Solentiname in Deutschland bekannt geworden. Sein künstlerisches Sozialprojekt aus den frühen 1970er Jahren besteht bis heute. Die Bewohner der Insel entwickelten ihre eigene künstlerische Sichtweise – eine Art naive Malerei – die auf existierenden folkloristischen Elementen aufbaute. Künstler wie Róger Pérez de la Rocha unterstützten diese Bewegung.
Es gibt unterschiedliche Meinungen über die Herkunft des Namens Solentiname. Manche glauben, er bedeute in Nahuatl „Wachtelhecke“. Andere behaupten, der Name stamme vom Nahuatl-Begriff Celentinametl und bedeute so viel wie „Platz, an dem sich viele Gäste einfinden“.

## Klima, Flora, Fauna
Das Klima ist tropisch und die jährliche Niederschlagsmenge schwankt zwischen 1400 und 1800 mm. Die regenreichste Jahreszeit liegt zwischen Mai und Dezember. Die Durchschnittstemperatur beträgt 26 °C. Auf den Inseln sind zahlreiche Vogelarten heimisch (Papageien, Tukane). Die Gewässer um die Inseln sind fischreich. Auf La Venada gibt es Hirsche und Rehe (spanisch venado für „Hirsch“). Die landwirtschaftliche Produktion konzentriert sich auf Baumwolle, Sesam und Mais.
Auf dem Archipel gibt es außerdem sehenswerte archäologische Funde: Die Felszeichnungen von San Fernando zeigen Bilder von Papageien, Affen und Menschen. In einem Naturschutzgebiet, dem Los Guatuzos Wildlife Refuge, kann man Affen und Alligatoren beobachten.